# بنديكت بيير جورج هوشروتينيه
بنديكت بيير جورج هوشروتينيه (1873-1959) (بالإنجليزية: Bénédict Pierre Georges Hochreutiner)‏ هو عالم نبات سويسري.